# Sory Kandia Kouyaté
Sory Kandia Kouyaté, né le 25 août 1937 à Manta (Bodié actuel) (Dalaba) Guinée et mort le 25 décembre 1977 à Conakry, est un maître griot, conteur, musicien, compositeur et chanteur guinéen.

## Biographie
Sory Kandia Kouyaté est issue de la grande famille des griots descendant de Balla Fasséké Kouyaté. Issu d’une famille de conteurs, il quitte la cour royale d’un dirigeant local pour rejoindre une communauté d’artistes et du futur président de la Guinée indépendante.
En 1977, il participe au FESTAC 77, un festival des cultures et arts noirs et africains qui se tient à Lagos, au Nigeria, et réunit près de 60 pays.
Sory Kandia Kouyaté était un chanteur guinéen, considéré à sa mort précoce en 1977 comme l'un des chanteurs africains les plus puissants et les plus fascinants du monde. Connu pour sa voix puissante, sa musique mêle tradition et jazz avant l'essor mondial de la musique africaine,,,.  

### Engagement citoyen et politique
Il s'engage auprès d'Ahmed Sékou Touré avant et pendant l'indépendance, en tant qu’ambassadeur de la révolution par sa musique, en tant que la voix de la Révolution, représenta la Guinée aux Nations unies, à travers l’Afrique et derrière le rideau de fer.

### Religion
Musulman, il effectue le pèlerinage à La Mecque successivement en 1973, 1974 et 1975 avec ses sept enfants ainsi que ses deux épouses.

### Résolution de conflit
Il est artisan dans l'apaisement des tensions de guerre sous la houlette d'Ahmed Sékou Touré en 1975 par ses récits et la maîtrise de l'histoire des deux pays du même empire autrefois, divisé par les colons. Il arrive à faire embrasser deux chefs d'État celui de la Haute-Volta Burkina Faso actuel de Sangoulé Lamizana et le Mali de Moussa Traoré,.

## Discographie
Après sa rencontre avec Sekou Touré à 18 ans lors d'un tournoi à Labé , il redécouvre Conakry avant de s'installer brièvement dans la capitale de la moyenne Guinée et créa sa troupe de 12 élément avant d'intégrer les Ballets Africains de Fodéba Keïta six mois plus tard. Une rencontre de gloire qui l'envoie en tournée régional, africaine (Dakar) et à l'international notamment la France en 1956, le Royaume-Uni, Belgique, l'Allemagne fédérale, les États-Unis et l'Est de l'URSS.
- 1956 : (Nina, Toubaka, Malissadio et Chants de réjouissance) - vogue.
- L'époque du mandingue avec Sidikiba Diabaté  -  Éditions Syliphone.
- Conakry
- Fouaba
- Tinkisso
- N’na

Il est la voix de l'Afrique avant Miriam Makeba.
Selon l'ethnomusicologue Henri Lecomte Celui-ci, a été une des voix les plus aimées de l’ouest africain à sa mort, le 25 décembre 1977,.

### Collaboration et co-création (duo)
Après une tournée au USA avec les Ballets Africains de la république de Guinée, il s'envole pour l'Autriche ou il partage la scène avec Paul Robeson.

## Filmographie
- La Trace de Kandia, film réalisé par Laurent Chevallier en 2015, une initiative de Kabinet Kouyaté, un de ces fils[12],[13].

## Récompense et reconnaissant internationale
- Au Festival de Bamako 1956, les Guinéens enlèvent le trophée, Kandia est de la partie[6].
- En 1966 au Festival International du Folklore à la tête du troupe ballets africains de Guinée, auréolé des plus belles palmes artistiques avec la Médaille d’or, en Sicile[7].
- En 1969, au Festival Panafricain des Arts et de la Culture en Algérie, lui est décerne la coupe d’honneur (argent) de solo et la Guinée victorieux.
- En 1970 il reçoit le Disque d'or du Grand Prix de l’Académie Charles Cros 70[14],[15].
- À sa mort il est élevé au rang de Commandeur de l’Ordre National.
- 2024 : Trophée d'excellence aux Victoires de la musique guinéenne[16].